# Wilczarz irlandzki
Wilczarz irlandzki (oryginalna nazwa Irish wolfhound) – rasa psa zaliczana do grupy chartów, wyhodowana w Irlandii, użytkowana początkowo do polowań na jeleniowate i na wilki, obecnie jako pies-towarzysz. Typ chartowaty.

## Rys historyczny

### Wykopaliska archeologiczne
Irlandzkie Muzeum Narodowe w Dublinie na przełomie XIX i XX wieku było w posiadaniu czaszek psów pochodzących z epoki kamienia i brązu, a odkrytych w Crannoges niedaleko Dunshaughlin. Stały się one tematem badań berneńskiego zoologa Theophila Strudera. Jedna z grup prehistorycznych czaszek prezentowała odmianę psa zwanego dużym psem w typie Canis familiaris leineri. Struder stwierdził, że te pozostałości szkieletowe są analogiczne w budowie do czaszek wilczarzy irlandzkich przechowywanych w muzeach szwajcarskim i brytyjskim. W latach 30. XX wieku także grupa naukowców z Uniwersytetu Harvarda dokonała odkryć związanych z okolicami Dunshaughlin. Potwierdziły one, że znalezione tam kości (w tym czaszki) wskazują na ślady obecności w tamtych rejonach psów w typie wilczarza irlandzkiego. Pozostałości te datowano na okres VII–VIII wiek p.n.e. Prace te wskazywały na obecność psów będących przodkami wilczarza irlandzkiego, zanim na terenach Irlandii pojawili się Celtowie (400 p.n.e.).

### Pierwsze pisemne wzmianki
Najdawniejszymi dokumentami piśmiennymi wspominającymi duże i silne psy z Irlandii były listy pisane przez rzymskich konsulów i pisarzy. Strabon (63 p.n.e. – 20 n.e.) donosił o istnieniu chartów pochodzących od Piktów i Celtów. W 1897 roku została wydana książka wielebnego Edmunda Hogana zatytułowana „The History of the Irish Wolfdog”. Zawierała ona wiele informacji dotyczących historii i pochodzenia wilczarza irlandzkiego, w tym cytaty z dawnych źródeł oraz nazwiska osób będących hodowcami i miłośnikami tej rasy. Dostarczała także wiedzy o wyglądzie i cechach usposobienia staroirlandzkich wilczarzy, które były cenione i podziwiane przez Rzymian.

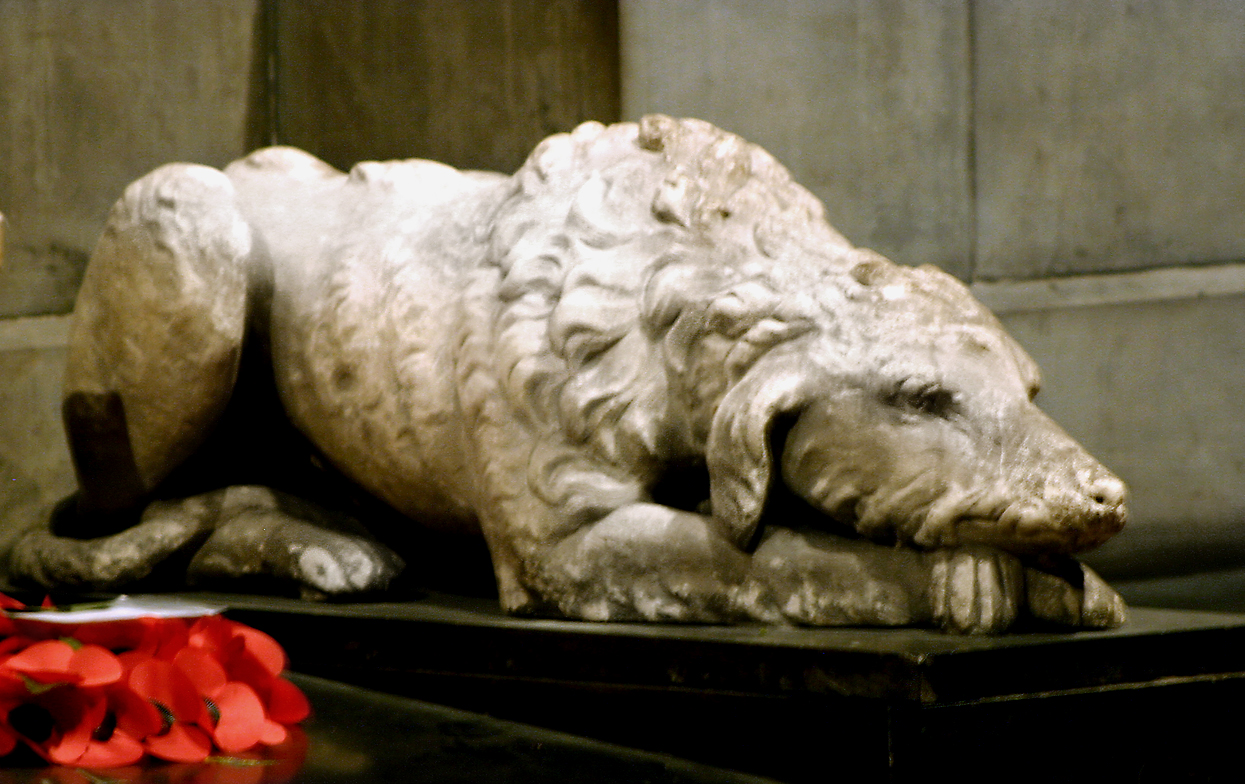
Figura wilczarza irlandzkiego w Katedrze Świętego Patryka w Dublinie

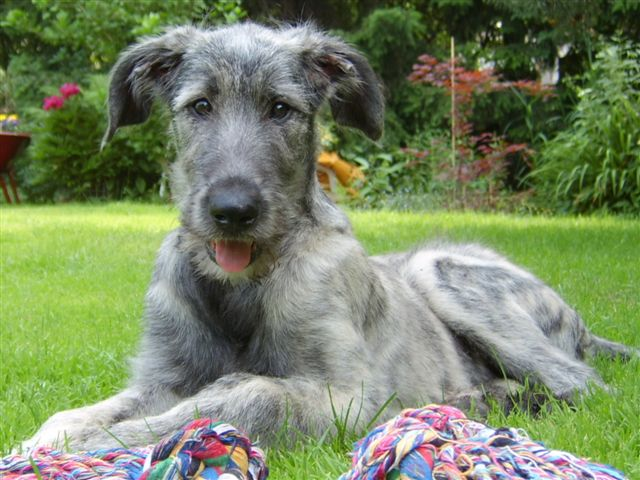
Czteromiesięczne szczenię wilczarza irlandzkiego

### Królewskie hodowle
Jak podaje Hans Räber, dawni władcy irlandzcy umieszczali w herbach, obok koniczyny i harfy, wizerunek wilczarza irlandzkiego, którego określano słowami: „Łagodny, gdy głaskany, dziki, gdy sprowokowany”.
Według X-wiecznego zbioru praw, ustanowionego przez władcę walijskiego królestwa Deheubarthu – Howella (Hywela) Dobrego, nadawano konkretną wartość pieniężną za osobniki z królewskiej hodowli, której wysokość zależała od wyszkolenia i od wieku psa. Ten sam kodeks regulował postępowanie wobec osoby winnej zranienia lub zabicia wilczarza irlandzkiego.
Często psy te stawały się cennymi podarunkami, wymienianymi pomiędzy władcami różnych rejonów świata a ostatnim właścicielem wilczarzy pochodzących z królewskiej hodowli był najprawdopodobniej Jerzy V.

### Regres rasy i jej odtworzenie
Dawne wilczarze irlandzkie, cenione w polowaniach na wilki i inną grubą zwierzynę, zaczęły zanikać wraz z postępującym przetrzebianiem populacji tych zwierząt. Räber podaje, z listów Gougha, że pod koniec XVIII wieku istniały jeszcze na terenach Irlandii wilki, ale już w niewielkiej liczbie. W końcowych latach XIX wieku duży wilczarz został uznany za rasę wymarłą. Kilka zachowanych linii było spokrewnionych w różnym stopniu z dawnym typem charta irlandzkiego. Przedstawicieli tej rasy hodowali nielicznie możni ze względu na historię oraz piękno rasy, która była symbolem statusu społecznego ich rodów.
Według Hansa Räbera niekwestionowaną, główną rolę w odtworzeniu wilczarza irlandzkiego odegrał kapitan George Augustus Graham. Do odtworzenia rasy wykorzystał psy będące potomkami starych linii takich jak linia Kilfane (była to hodowla Richardsona, który w połowie XIX wieku krzyżował wilczarze starego typu z psami innych, dużych ras, takich jak deerhound i dog niemiecki i uzyskał dobre efekty). W celu zwiększenia rozmiarów osobników hodowlanych Graham wprowadził do hodowli deerhoundy, borzoja rosyjskiego oraz użył mastifa tybetańskiego. Pułkownik Garnier był kolejną osobą, która miała istotny wpływ na rozwój hodowlany wilczarza. Wykorzystał on w hodowli psów zjawisko zwane heterozją i swoje osobniki krzyżował z dogami niemieckimi, borzojami oraz z jednym psem, który został określony jako „pies niedźwiedzi”. Wysiłki obu hodowców zostały uwieńczone w roku 1886 opracowaniem przez nich pierwszego wzorca rasy, Kennel Club natomiast uznał rasę w roku 1925.

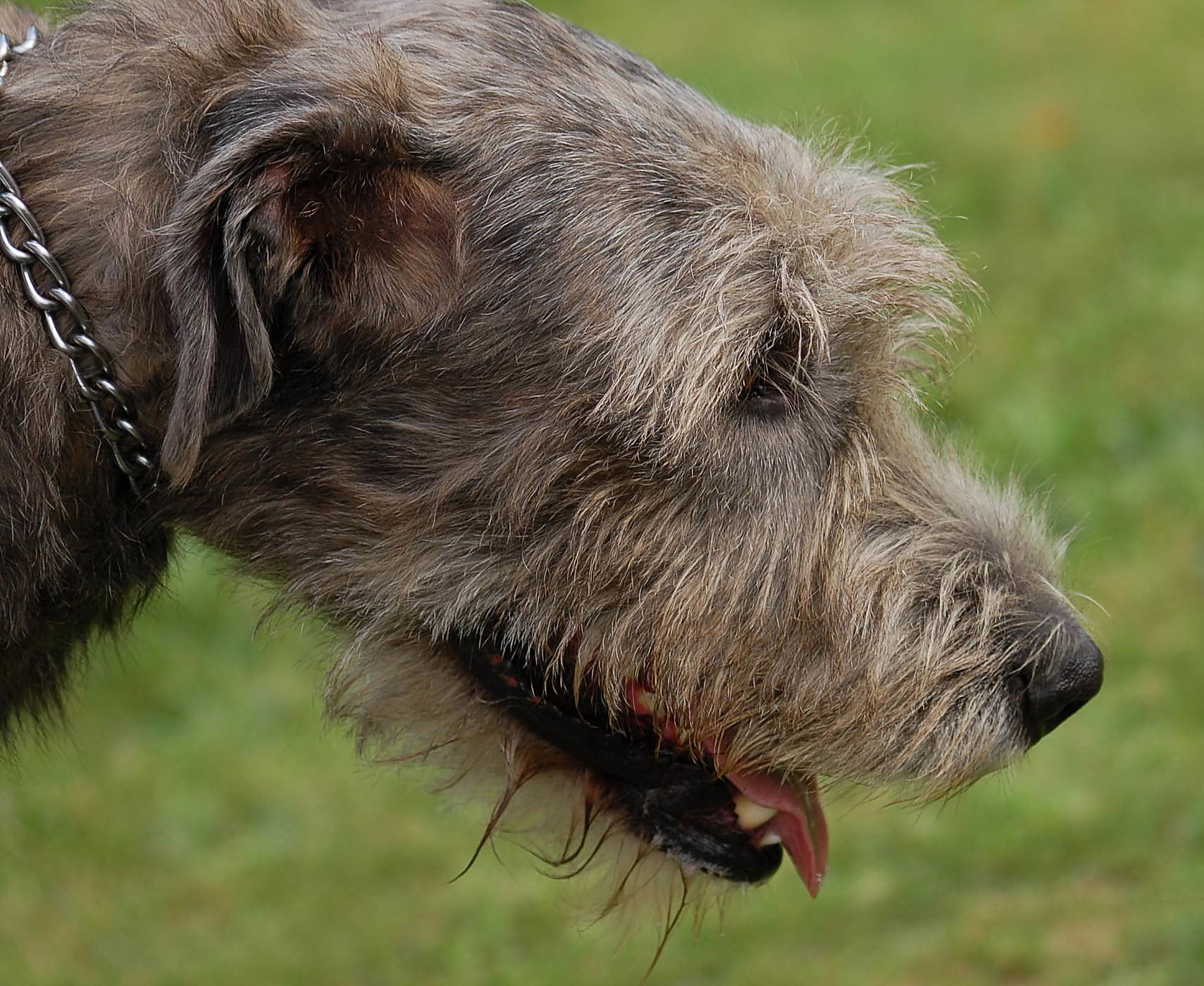
Głowa wilczarza irlandzkiego

I. Batalion Gwardii Irlandzkiej zdecydował się na zatrudnianie wilczarzy irlandzkich w charakterze maskotki batalionu. Pierwszym psem tej rasy w służbie gwardii był Brian Boru, od 2012 roku funkcję tę sprawuje wilczarz imieniem Domhnall. Do obowiązków psa należy uświetnianie oficjalnych ceremonii oraz składanie wizyt w szpitalach i sierocińcach.

## Wygląd

### Budowa
Należy do największych psów o smukłej, lecz bardzo muskularnej budowie. Ruchy lekkie. Według wzorca FCI wilczarz irlandzki powinien mieć kufę długą i wąską, zakończoną czarną truflą, niezależnie od rodzaju umaszczenia. Oczy są ciemne, a uszy małe i noszone w sposób podobny jak u greyhounda.
Wilczarz potrzebuje długiego czasu do osiągnięcia dojrzałości: okres wzrostu kończy w wieku 3 lub więcej lat. 
Hans Räber przytacza opis wilczarza irlandzkiego z 1845 roku, dokonany przez Youatta, który pisze o psie tej rasy sięgającym wysokością do czterech stóp (ok. 120 cm).

### Szata
Szorstka, długa, twarda, o włosach sztywnych, z podszerstkiem. Pokrywa równomiernie całe ciało. Maść szara, stalowoszara, cętkowana, czerwona, czarna, czysto biała oraz koloru pszenicy.

### Szyja
Długa, silna, muskularna, dobrze wysklepiona, elegancko uniesiona.

### Kończyny
Długie, proste, dobrze umięśnione, kości nóg mocne; łapy duże, okrągłe, palce z zakrzywionymi pazurami, stawiane frontalnie; ruch swobodny, sprawny, przestrzenny.

### Ogon
Długi, owłosiony, proporcjonalnej grubości, lekko zakrzywiony do góry.

## Zachowanie i charakter
Wilczarz to pies wierny właścicielowi, jest lojalny i bardzo przywiązuje się do swojej rodziny. Wrażliwy, potrzebuje bliskiego kontaktu z opiekunem. Jest łagodny i cierpliwy wobec dzieci, ma spokojne usposobienie, nie jest psem agresywnym. Z uwagi na swój instynkt łowiecki może jednak stanowić zagrożenie dla kotów i dzikiej zwierzyny. Niezbędne są prawidłowa socjalizacja i szkolenie w zakresie posłuszeństwa. 

## Użytkowość

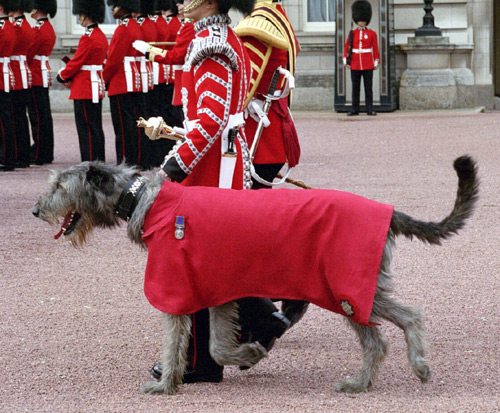
Wilczarz irlandzki jako maskotka Gwardii Irlandzkiej

Współcześnie są hodowane w celach reprezentacyjnych oraz towarzyskich. Pies tej rasy jest predestynowany do uprawiania sportów takich jak racing i coursing.

## Zdrowie i pielęgnacja
Rasa ta jest wymagająca pod względem odchowu szczeniąt i ich utrzymania, zwłaszcza jeśli chodzi o sposób żywienia. Ze względu na znaczne gabaryty istnieje konieczność zapewnienia odpowiednio dużej przestrzeni domowej oraz wybiegu. Wilczarz irlandzki jest odporny na niekorzystne warunki pogodowe. Konieczne jest systematyczne wyczesywanie sierści. 
Przejawiają średnie ryzyko do wystąpienia, często tragicznego w skutkach, skrętu żołądka. Najbardziej typowe dla rasy schorzenia to dysplazja stawów biodrowych, osteochondroza, kardiomiopatia, zespolenie wrotno-oboczne (PSS), epilepsja (częstsza u samców), choroba von Hillebranda. Maksymalna długość życia wynosi około 10 lat.

## Klasyfikacja FCI
W klasyfikacji FCI rasa ta została zaliczona do grupy X – charty, sekcja chartów szorstkowłosych. Nie podlega próbom pracy.